# Polska na Mistrzostwach Świata Juniorów w Lekkoatletyce 2018
Polska na Mistrzostwach Świata Juniorów w Lekkoatletyce 2018 – reprezentacja Polski podczas mistrzostw świata juniorów w Tampere liczyła 37 zawodników.

## Medale
| Medal | Zawodnik        | Konkurencja | Wynik       | Data     |
| ----- | --------------- | ----------- | ----------- | -------- |
|       | Adrianna Sułek  | siedmiobój  | 5939 NU20R  | 13 lipca |
|       | Martyna Kotwiła | 200 metrów  | 23,21 NU20R | 14 lipca |

## Skład reprezentacji

### Mężczyźni
| Zawodnik                                                      | Konkurencja           | Kwalifikacje | Kwalifikacje | Półfinał | Półfinał | Finał    | Finał   | Źródło      |
| Zawodnik                                                      | Konkurencja           | Wynik        | Pozycja      | Wynik    | Pozycja  | Wynik    | Pozycja | Źródło      |
| ------------------------------------------------------------- | --------------------- | ------------ | ------------ | -------- | -------- | -------- | ------- | ----------- |
| Bartosz Zieliński                                             | 200 metrów            | 21,39        | 24. Q        | 21,37    | 18.      | NQ       | NQ      | [ 1 ] [ 2 ] |
| Sebastian Jakubowski                                          | 400 metrów            | 48,39        | 40.          | NQ       | NQ       | NQ       | NQ      | [ 3 ]       |
| Szymon Kreft                                                  | 400 metrów            | 47,35        | 21. Q        | 46,74    | 12.      | NQ       | NQ      | [ 3 ] [ 4 ] |
| Szymon Żywko                                                  | 1500 metrów           | 3:54,02      | 24.          | —        | —        | NQ       | NQ      | [ 5 ]       |
| Łukasz Niedziałek                                             | chód na 10 000 metrów | —            | —            | —        | —        | 42:36,66 | 14.     | [ 6 ]       |
| Szymon Woźniak Damian Sztejkowski Rafał Pająk Artur Łęczycki  | 4 x 100 m             | 39,99        | 9.           | —        | —        | NQ       | NQ      | [ 7 ]       |
| Jacek Majewski Sebastian Jakubowski Adam Mroczek Szymon Kreft | 4 x 400 m             | 3:10,68      | 13.          | —        | —        | NQ       | NQ      | [ 8 ]       |

| Zawodnik          | Konkurencja             | Kwalifikacje | Kwalifikacje | Finał | Finał   | Źródło       |
| Zawodnik          | Konkurencja             | Wynik        | Pozycja      | Wynik | Pozycja | Źródło       |
| ----------------- | ----------------------- | ------------ | ------------ | ----- | ------- | ------------ |
| Bartosz Gąbka     | skok w dal              | 7,51         | 10. q        | 7,44  | 12.     | [ 9 ] [ 10 ] |
| Piotr Tarkowski   | skok w dal              | 7,58         | 8. q         | 7,59  | 11.     | [ 9 ] [ 10 ] |
| Jakub Lewoszewski | rzut dyskiem (1,750 kg) | 56,42        | 16.          | NQ    | NQ      | [ 11 ]       |
| Oskar Trejgo      | rzut oszczepem          | 63,58        | 22.          | NQ    | NQ      | [ 12 ]       |

### Kobiety
| Zawodniczka                                                                               | Konkurencja             | Kwalifikacje | Kwalifikacje | Półfinał | Półfinał | Finał       | Finał   | Źródło               |
| Zawodniczka                                                                               | Konkurencja             | Wynik        | Pozycja      | Wynik    | Pozycja  | Wynik       | Pozycja | Źródło               |
| ----------------------------------------------------------------------------------------- | ----------------------- | ------------ | ------------ | -------- | -------- | ----------- | ------- | -------------------- |
| Klaudia Adamek                                                                            | 100 metrów              | DNF          | DNF          | NQ       | NQ       | NQ          | NQ      | [ 13 ]               |
| Magdalena Stefanowicz                                                                     | 100 metrów              | 11,50        | 6. Q         | 11,56    | 7. Q     | 11,47       | 5.      | [ 13 ] [ 14 ] [ 15 ] |
| Martyna Kotwiła                                                                           | 200 metrów              | 23,21 NU20R  | 3. Q         | 23,42    | 3. Q     | 23,21 NU20R |         | [ 16 ] [ 17 ] [ 18 ] |
| Milena Korbut                                                                             | 800 metrów              | 2:11,52      | 29. Q        | 2:06,60  | 16.      | NQ          | NQ      | [ 19 ] [ 20 ]        |
| Klaudia Wojtunik                                                                          | 100 metrów przez płotki | 13,81        | 14. Q        | 13,54    | 12.      | NQ          | NQ      | [ 21 ] [ 22 ]        |
| Natalia Wosztyl                                                                           | 400 metrów przez płotki | 58,46        | 9. Q         | 57,68    | 8. q     | 58,17       | 6.      | [ 23 ] [ 24 ] [ 25 ] |
| Pia Skrzyszowska Magdalena Stefanowicz Alicja Potasznik Martyna Kotwiła Anna Pluschke (Q) | 4 x 100 m               | 45,19        | 7. q         | —        | —        | 44,61       | 5.      | [ 26 ] [ 27 ]        |
| Natalia Widawska Natalia Wosztyl Weronika Bartnowska Karolina Łozowska                    | 4 x 400 m               | 3:38,23      | 10.          | —        | —        | NQ          | NQ      | [ 28 ]               |

| Zawodniczka          | Konkurencja    | Kwalifikacje | Kwalifikacje | Finał | Finał   | Źródło        |
| Zawodniczka          | Konkurencja    | Wynik        | Pozycja      | Wynik | Pozycja | Źródło        |
| -------------------- | -------------- | ------------ | ------------ | ----- | ------- | ------------- |
| Martyna Lewandowska  | skok wzwyż     | 1,84         | 1. Q         | 1,84  | 8.      | [ 29 ] [ 30 ] |
| Dominika Łykowska    | skok w dal     | 5,95         | 13.          | NQ    | NQ      | [ 31 ]        |
| Agnieszka Kulak      | rzut dyskiem   | 39,27        | 28.          | NQ    | NQ      | [ 32 ]        |
| Patrycja Maciejewska | rzut młotem    | 59,02        | 9. q         | 55,81 | 13.     | [ 33 ] [ 34 ] |
| Joanna Hajdrowska    | rzut oszczepem | 44,58        | 23.          | NQ    | NQ      | [ 35 ]        |

| Zawodniczka    | Konkurencja | Konkurencje | Konkurencje | Konkurencje    | Konkurencje    | Konkurencje    | Konkurencje    | Konkurencje | Konkurencje | Wynik      | Pozycja | Źródło                                                  |
| -------------- | ----------- | ----------- | ----------- | -------------- | -------------- | -------------- | -------------- | ----------- | ----------- | ---------- | ------- | ------------------------------------------------------- |
| Adrianna Sułek | siedmiobój  | 100 m pp    | 100 m pp    | skok wzwyż     | skok wzwyż     | pchnięcie kulą | pchnięcie kulą | 200 m       | 200 m       | 5939 NU20R |         | [ 36 ] [ 37 ] [ 38 ] [ 39 ] [ 40 ] [ 41 ] [ 42 ] [ 43 ] |
| Adrianna Sułek | siedmiobój  | 13,80       | 1007        | 1,62           | 759            | 13,21          | 741            | 24,02       | 979         | 5939 NU20R |         | [ 36 ] [ 37 ] [ 38 ] [ 39 ] [ 40 ] [ 41 ] [ 42 ] [ 43 ] |
| Adrianna Sułek | siedmiobój  | skok w dal  | skok w dal  | rzut oszczepem | rzut oszczepem | 800 m          | 800 m          |             |             | 5939 NU20R |         | [ 36 ] [ 37 ] [ 38 ] [ 39 ] [ 40 ] [ 41 ] [ 42 ] [ 43 ] |
| Adrianna Sułek | siedmiobój  | 6,06        | 868         | 39,35          | 655            | 2:12,38        | 930            |             |             | 5939 NU20R |         | [ 36 ] [ 37 ] [ 38 ] [ 39 ] [ 40 ] [ 41 ] [ 42 ] [ 43 ] |

## Dzień 1
W dzień rozpoczynający mistrzostwa wystąpiło sześciu reprezentantów Polski. Jako pierwsza w sesji porannej zaprezentowała się Joanna Hajdrowska z RLTL ZTE Radom w kwalifikacjach rzutu oszczepem. W grupie A zajęła ostatnie 12. miejsce z najlepszym wynikiem pierwszej serii 44,58 metrów. Nie dało to awansu do środowego finału. W drugiej próbie jej rzut nie był mierzony, natomiast w trzeciej rzuciła 43,19 metrów. W klasyfikacji dwóch grup zajęła 23. miejsce, wyprzedzając jedynie Węgierkę Fanni Máté. Następnie w biegu na 1500 metrów w pierwszym z trzech wyścigów pojawił się Szymon Żywko z KKS Victoria Stalowa Wola. W swoim występie uzyskał czas 3:54,02, zajmując szóste miejsce w biegu. W ogólnym rankingu został sklasyfikowany na 24. pozycji niedającej awansu do finału. O 1120 czasu lokalnego wystartowało w skoku w dal dwóch Polaków: w grupie A Bartosz Gąbka z MKS Aleksandrów Łódzki, a w grupie B Piotr Tarkowski z AZS-AWF Biała Podlaska. Pierwszy z nich po dwóch skokach na odległość 7,06 metrów uzyskał w trzeciej próbie 7,51. Nie dało to jednak bezpośredniego awansu do finału, ponieważ minimalny próg wynosił 7,70. W swojej grupie zajął czwarte miejsce. Drugi z nich  po dwóch spalonych seriach skoczył 7,58 metrów, zajmując szóste miejsce w grupie. Obaj z nich awansowali do finału dzięki uzyskanym pozycjom w kwalifikacjach. 40 minut po rozpoczęciu skoku w dal na bieżni wystąpiła Milena Korbut z AZS-AWF Katowice w eliminacjach biegu na 800 metrów. W swoim biegu uzyskała czas 2:11,52 minuty, co dało jej gwarantujące w półfinale trecie miejsce. W łącznej klasyfikacji z pięciu biegów zajęła 29. miejsce.
W sesji wieczornej pojawiła się ostatnia zawodniczka Agnieszka Kulak z LKS Jantar Ustka w kwalifikacjach rzutu dyskiem. Startująca w grupie A Polska zajęła czternastą pozycje z wynikiem z pierwszej serii 39,27. Pozostałych dwóch nie zaliczono. W ostatecznym rankingu zajęła dwudziestą ósmą pozycję, wyprzedzając Kubankę Melany del Pilar Matheus, która nie została sklasyfikowana. Nie dało to awansu do finału.

## Dzień 2
W drugim dniu mistrzostw wystąpiło ośmiu reprezentantów Polski. W sesji porannej na starcie eliminacji 400 metrów przez płotki stanęła jedna zawodniczka. W piątym biegu wystartowała Natalia Wosztyl z RLTL ZTE Radom, zajmując drugie miejsce z czasem 58,46. W końcowej klasyfikacji została sklasyfikowana na dziewiątej pozycji. Awans do półfinału uzyskała dzięki miejscu zajętym w biegu. W biegu na 400 metrów pojawiło się dwóch Polaków. Szymon Kreft z LKS Ziemi Puckiej Puck awansował do półfinału, kończąc swój bieg na trzeciej pozycji z czasem 47,35. Natomiast Sebastian Jakubowski z LKS Lubawa z wynikiem 48,39 sekundy zajął ostatnie siódme miejsce. W sumarycznym zestawieniu pierwszy z biegaczy uplasował się 21. pozycji, a drugi – na 40. W ostatniej konkurencji z udziałem reprezentantów Polski w tej sesji wystąpiły dwie zawodniczki w biegu na dystansie 100 metrów. Magdalena Stefanowicz z MKS-MOSM Bytom ukończyła bieg na, dającej awans do półfinału, drugiej pozycji z czasem 11,50. Poprawiła tym samym swój rekord życiowy. W ostatecznej klasyfikacji uzyskała szósty czas. Mniej szczęścia miała Klaudia Adamek z KS Gwardia Piła, która nie dotarła do mety z powodu kontuzji.
W sesji wieczornej w półfinale biegu na 800 metrów pojawiła się Milena Korbut. W swoim biegu zajęła siódme miejsce z czasem 2:06,60. Nie wystarczyło to do występu w finałowym biegu. Pierwszy finał z udziałem reprezentacji Polski był w skoku w dal, kiedy Piotr Tarkowski i Bartosz Gąbka awansowali do decydującej rywalizacji. Pierwszy z wynikiem uzyskanym w trzeciej serii 7,59 zajął jedenaste miejsce. W pierwszej próbie osiągnął cztery centymetry mniej, a drugą spalił. Drugi zajął ostatnie dwunaste miejsce z wynikiem z pierwszej serii 7,44. W drugiej skoczył pięć centymetrów bliżej, a w trzeciej spalił próbę.

## Dzień 3
W trzecim dniu po opadach deszczu do rywalizacji w dwudniowym siedmioboju przystąpiła Adrianna Sułek z Zawisza Bydgoszcz. Pierwszą konkurencją był bieg na 100 metrów przez płotki. W swoim biegu uzyskała czas 13,80, bijąc rekord życiowy. Za ten wynik zdobyła 1007 punktów. Następnie w skoku wzwyż przeskoczyła w drugiej próbie 162 centymetry, co dało jej to 759 punktów. Wcześniej również w drugiej próbie zaliczyła wysokość 159 centymetrów. Po trzech nieudanych podejściach na 165 centymetrów odpadła z rywalizacji w skoku wzwyż. Rywalizację w tej sesji zakończyła na szesnastej pozycji z wynikiem 1766 punktów. Natomiast w kwalifikacjach skoku w dal Dominika Łykowska z MKL Szczecin uzyskała w pierwszej i trzeciej serii wynik 5,95, w drugiej – trzy centymetry bliżej. Dało to trzynaste miejsce, co nie pozwoliło wystąpić w finale. Patrycja Maciejewska z UKS Achilles Leszno wystąpiła w kwalifikacjach rzutu młotem. Z wynikiem z trzeciej serii 59,02 zajęła dziewiąte miejsce, dzięki czemu mogła wystąpić w finale. W pierwszym podejściu rzuciła 58,53 metrów, natomiast druga próba nie była mierzona. Ostatni na bieżni zaprezentował się Bartosz Zieliński w eliminacjach biegu na 200 metrów. Z czasem 21,39 zajął trzeciej miejsce dające awans do półfinału.
W sesji wieczornej kolejną konkurencją wieloboju z udziałem Adrianny Sułek było pchnięcie kulą. Spisała się bardzo dobrze, bijąc rekord życiowy z wynikiem z trzeciej serii 13,21. Uzyskała za to 741 punktów. W pierwszej próbie miała 12,24 metrów, a w trzeciej – 12,82. Na zakończenie pierwszego dnia wieloboju w biegu na 200 metrów osiągnęła czas 24,02, otrzymując 979 punktów. Po pierwszym dniu w klasyfikacji generalnej zajmowała szóste miejsce z wynikiem 3486 punktów. W półfinale biegu na 400 metrów przez płotki Natalia Wosztyl pobiła rekord życiowy z czasem 57,68. W biegu zajęła trzecie miejsce, ale awans do finału uzyskała dzięki drugiemu najlepszemu wynikowi z zawodniczek, które nie zdołały zająć trzech pierwszych pozycji w swoich biegach. Ze wszystkich uczestniczek Polka miała ósmy czas. W półfinale biegu na 400 metrów Szymon Kreft uzyskał czas 46,74, co nie pozwoliło wystąpić w finałowym starciu. W klasyfikacji ogólnej zajął dwunaste miejsce. W jedynym finale trzeciego dnia z udziałem reprezentantów Polski Magdalena Stefanowicz w biegu na 100 metrów zajęła piąte miejsce w czasem 11,47, bijąc swój dotychczasowy rekord życiowy uzyskany w eliminacjach.

## Dzień 4
W piątkowej sesji porannej Oskar Trejgo z Podlasie Białystok w eliminacjach rzutu oszczepem po dwóch pierwszych spalonych próbach uzyskał wynik 63,58, co pozwoliło zająć dwudzieste drugie miejsce w ogólnym zestawieniu. Nie dało to jednak awansu do finałowej potyczki z najlepszymi. W eliminacjach biegu na 100 metrów przez płotki Klaudia Wojtunik z CWKS Resovia zajęła trzecią pozycją w swoim biegu, premiującą awansem do półfinału, z czasem 13,81. Ze wszystkich startujących miała czternasty czas biegu. Martyna Lewandowska z MLKL Płock w eliminacjach skoku wzwyż po sześciu kolejnych udanych podejściach awansowała bezpośrednio dzięki osiągnięciu minimalnej wysokości, która była ustawiona na 1,84 metra. W biegu na 200 metrów Martyna Kotwiła z RLTL ZTE Radom awansowała do półfinału, zajmując drugie miejsce w swoim biegu eliminacyjnym z czasem 23,21. Poprawiła tym wynikiem juniorski rekord Polski. Przegrała tylko z reprezentującą autoryzowanych neutralnych lekkoatletów Poliną Miller. W dalszej rywalizacji wieloboistek po czterech konkurencjach rozegranych w poprzednim dniu dokończyli kolejne dwa: skok w dal oraz rzut oszczepem. Adrianna Sułek w zawodach skoku w dal uzyskała w trzeciej próbie wynik 6,06, co dało jej 868 punktów. W pierwszej skoczyła 5,77 metrów, a w drugiej – równe 6. W drugiej konkurencji, tj. rzutu oszczepem w najlepszej pierwszej serii osiągnęła odległość 39,35 metrów. W drugiej było nieco gorzej, uzyskując 38,60 metrów, a trzecia próba nie była mierzona. Przed ostatnią konkurencją Adrianna traciła do podium 154 punktów, zajmując szóstą pozycję.
Na początku sesji wieczornej na bieżni pojawiła się sztafeta 4 x 100 metrów kobiet w biegu eliminacyjnym. Wystąpiły w nim kolejno na zmianach Pia Skrzyszowska z OKS Skra Warszawa, Magdalena Stefanowicz z MKS-MOSM Bytom, Alicja Potasznik z KS AZS UWM Olsztyn oraz Ania Pluschke z CWZS Zawisza Bydgoszcz. W swoim biegu zajęły czwarte miejsce z czasem 45,19 dającym awans do finału. Sumarycznie zostały sklasyfikowane na siódmej pozycji. Nieco później w tej samej konkurencji męskiego odpowiednika sztafeta w biegu eliminacyjnym wystąpiła w składzie Szymon Woźniak z BKL Bełchatów, Damian Sztejkowski z LKS Polkowice, Rafał Pająk z MKS Czechowice-Dziedzice oraz Artur Łęczycki z UKS 19 Bojary Białystok. Z czasem 39,99 nie zdołali awansować do finału, przegrywając w pośredniej walce o miejsce w najlepszej „ósemce” z reprezentacją Hiszpanii o 0,005 sekundy. Tuż przed ostatnią konkurencją siedmioboju tj. biegu na 800 metrów rozpadał się deszcz, lecz nie wpłynął czasowo na finał wieloboistek. Adrianna Sułek zdobywając 930 punktów z czasem 2:12,38 wskoczyła na trzecie miejsce w klasyfikacji generalnej siedmioboju. Pobiła rekord Polski juniorek w tej konkurencji z wynikiem 5939 punktów. Był to pierwszy medal reprezentacji Polski na tych mistrzostwach. Następnie Martyna Kotwiła awansowała do finałowego biegu na 200 metrów. Z czasem 23,42 zajęła drugie miejsce w swojej grupie. Na zakończenie dnia Natalia Wosztyl w finale biegu na 400 metrów przez płotki zajęła piąte miejsce z czasem 58,17.

## Dzień 5
W sesji porannej przedostatniego dnia mistrzostw o 930 czasu lokalnego w kwalifikacjach rzutu dyskiem o wadze 1,750 kg Jakub Lewoszewski z KS Agros Zamość uzyskał wynik 56,42 w pierwszej próbie. Następne dwa nie były mierzone. Dało to w ogólnym zestawieniu szesnastą pozycję, która nie umożliwiła wejścia do finału. Następnie w chodzie na 10 000 metrów Łukasz Niedziałek z WLKS Nowe Iganie zajął czternaste miejsce z czasem 42:36,66, bijąc swój dotychczasowy rekord życiowy. Sztafeta 4 x 400 metrów kobiet w składzie Natalia Widawska z WLKS Wrocław, Natalia Wosztyl z RLTL ZTE Radom, Weronika Bartnowska i Karolina Łozowska z KS Podlasie Białystok z czasem 3:38,23 nie zdołały awansować do finału. W swoim biegu zajęły czwarte, a w generalnej klasyfikacji zostały sklasyfikowane na dziesiątej pozycji. W tej samej konkurencji, tyle że mężczyzn, Jacek Majewski z MKS Iskra Pszczyna, Sebastian Jakubowski z LKS Lubawa, Adam Mroczek z AZS Łódź zajęli czwarte miejsce w swoim biegu z czasem 3:10,68. Nie dało to awansu do finału, zajmując w ogólnej klasyfikacji trzynasta pozycję.
W sesji wieczornej pierwsza na stadionie pojawiła się Patrycja Maciejewska z UKS Achilles Leszno. W finale rzutu młotem zajęła ostatnie trzynaste miejsce z wynikiem z drugiej serii 55,81. W pierwszej młot poleciał na odległość 44,35 metrów, a w trzeciej – na 55,25. W półfinale biegu na 100 metrów przez płotki Klaudia Wojtunik z CWKS Resovia Rzeszów w swoim biegu zajęła piąte miejsce z czasem 13,54, bijąc swój rekord życiowy. Nie udało się awansować do decydującego o medale starcia. O 1505 w finale biegu na 200 metrów Martyna Kotwiła zdobyła brązowy medal z czasem 23,21, bijąc rekord Polski juniorek. Szybsze okazały się Jamajka Briana Williams oraz Amerykanka Lauren Rain Williams. W finale sztafet kobiet doszło do jednej zmiany względem biegu eliminacyjnego. Za Annę Pluschke wystąpiła medalistka tych mistrzostw Martyna Kotwiła. Z czasem 44,61 zajęły piątą pozycję.

## Dzień 6
Na zakończenie mistrzostw świata juniorów wystąpiła tylko jedna reprezentantka Polski. W finale skoku wzwyż Martyna Lewandowska z MLKL Płock zajęła ósmą pozycję, skacząc trzy wysokości w pierwszych próbach do 1,84 metra. Nie udało się przeskoczyć poprzeczki zawieszonej 3 centymetry wyżej.